# Breguet 730
Le Breguet 730 est un hydravion français des années 1930. Il a été construit pour répondre au cahier des charges de la Marine nationale française. Il y eut une commande passée mais aucun exemplaire ne fut livré avant l'Armistice du 22 juin 1940, après lequel la France cessa les combats face à l'Allemagne nazie. Quatre cellules incomplètes furent terminées à la fin de la Seconde Guerre mondiale qui servirent dans l'Aéronavale jusqu'en 1954.

## Conception et développement

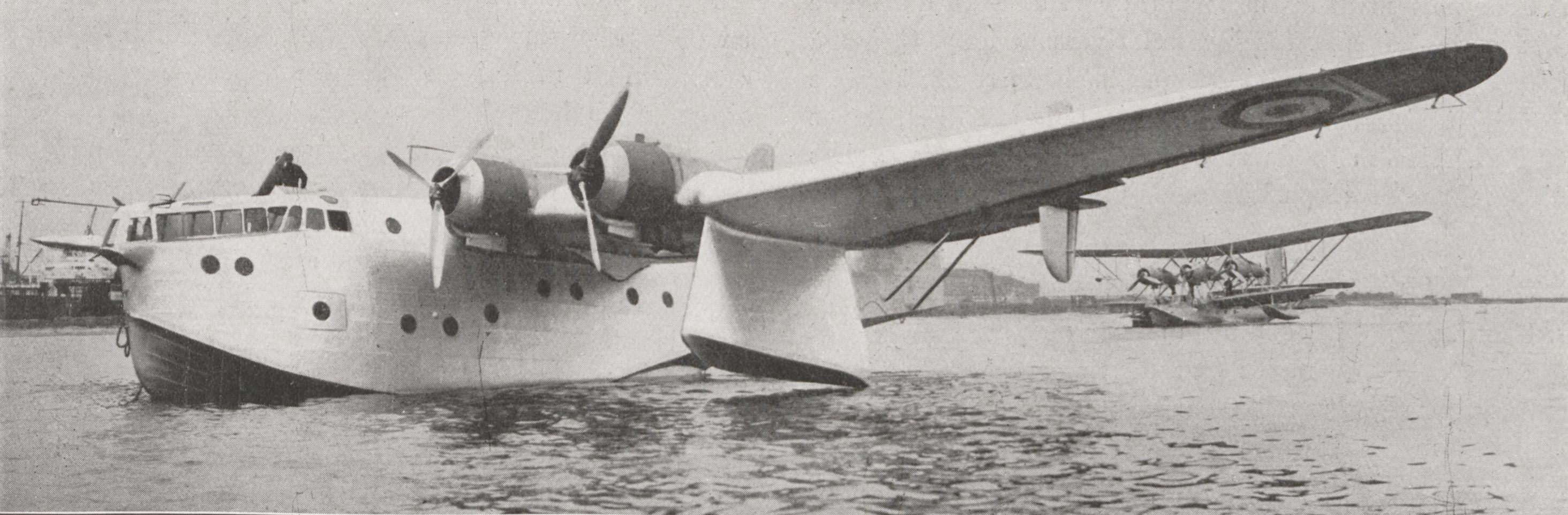
Le prototype du Br.730 en 1938.

La marine française élabora un cahier des charges pour un hydravion à long rayon d'action destiné à remplacer le Breguet Bre 521 Bizerte démodé et dépassé. Les autres concurrents étaient le Latécoère 611, le Lioré et Olivier H-440 et le Potez-CAMS 141.
Le premier prototype, le Br.730-01, motorisé avec quatre Gnome et Rhône 14N, vola le 4 avril 1938 au Havre. Il fut accidenté le 16 juillet 1938 en tentant d'amerrir dans de l'eau peu profonde. Malgré ce revers, une commande de quatre exemplaires fut émise. Elle fut suivie par un contrat pour une production illimitée, au moment de la déclaration de guerre de 1939. Cette commande fut annulée au début de 1940 quand il fut évident que les pertes de ce genre d'avion de patrouille maritime étaient très faibles.

## Histoire opérationnelle
Aucun exemplaire n'était terminé quand la France mit bas les armes lors de l'Armistice du 22 juin 1940. La production fut suspendue puis relancée par le gouvernement de Vichy, avec les ailes du prototype accidenté combinées avec la coque du premier spécimen en production, le Br.730 no 1, lequel était prêt à voler lors de l'invasion de la zone libre par les Allemands. Ceci empêcha de procéder aux essais. La production des 11 exemplaires restants continua lentement à l'aéroport de Toulouse-Montaudran, 8 exemplaires furent détruits par un bombardement allié le 6 avril 1944.
Le Br.730 no 1 put effectuer son premier vol en décembre 1944 après la retraite allemande du sud de la France. Ce premier exemplaire, baptisé « Véga », fut livré à la Marine française qui l'utilisa comme avion de transport à long rayon d'action en avril 1945. Le suivant, « Sirius », fut livré en mai 1946. Deux autres, « Altaïr » et « Bellatrix », furent achevés avec un nez redessiné, de nouveaux flotteurs et des moteurs plus puissants. Ils furent désignés Br.731.
« Véga » fut détruit dans un accident en janvier 1949 et un second avion (« Sirius ») en juin 1951. Le dernier Br.731 fut retiré du service le 20 janvier 1954.

## Opérateurs
France
- Aéronautique navale française

## Devenir des appareils
- Br.730 no 01 puis 1 « Vega » 4/8/38. Détruit le 7/01/1949 lors d’un amerrissage forcé au large d’Arzew (Algérie), 2 morts.
- Br.730 no 2 « Sirius » 14/6/46. Détruit le 27/06/1951 à Port-Lyautey (Maroc), 7 morts et 20 blessés.
- Br.731 no 1 « Bellatrix » 21/9/47. Réformé en 1954.
- Br.731 no 2 « Altaïr » 22/3/49. Réformé en 1954[4].

## Accidents
- Le 7 janvier 1949, par très mauvais temps et un moteur en panne, l’hydravion Br 730 no 1 Vega, basé a Saint-Mandrier, est contraint à un amerrissage forcé au large d’Arzew en Algérie. La plus grande partie de l’équipage et des passagers purent évacuer l’appareil, mais un homme blessé ne put être dégagé à temps et périt noyé, un autre décéda des suites de ses blessures à l’hôpital d’Oran[4].
- Le 27 juin 1951, un amerrissage manqué provoque un drame. Arrivant de Saint-Mandrier, le Sirius se présenta en approche finale sur l’Oued Sebou, dans la longue ligne droite est-ouest après Port-Lyautey. Son approche était trop basse et désaxée, l'appareil arrivait par le sud-ouest, au-dessus d'une dépression de terrain, au nord de la Prison centrale, en virage pour s'aligner sur le plan d'eau. L'appareil, trop bas, heurta une ligne électrique. Le pilote voulut remettre les gaz mais l’appareil se cabra et une aile toucha le sol. L’appareil s’écrasa en bordure du fleuve. Quatre membres de l’équipage moururent sur le coup, deux autres furent grièvement blessés et décéderont ultérieurement, un des passagers est tué sur le coup, les 20 autres passagers ou membres de l’équipage furent blessés plus ou moins gravement. Il semble qu'ils étaient dans la queue de l'appareil épargnée[5]. Les blessés furent acheminés vers l'hôpital militaire « Marie Feuillet » de Rabat. Cette approche en virage devait éviter le survol de la ville de Port-Lyautey. Habituellement, l'appareil disposait, en arrivant plus haut, de plus de 10 km de ligne droite pour se poser.

## Sources
- (en) Cet article est partiellement ou en totalité issu de l’article de Wikipédia en anglais intitulé « Breguet 730 » (voir la liste des auteurs).